# Lager Lebrechtsdorf–Potulitz
Koordinaten: 53° 7′ 29″ N, 17° 41′ 12″ O
Das Lager Lebrechtsdorf–Potulitz (zeitweise SS-Arbeitslager Lebrechtsdorf, auch UWZ-Lager Lebrechtsdorf) war in den Jahren 1941–1945 während der deutschen Besetzung Polens ein Internierungs- und Arbeitslager in der polnischen Stadt Potulice.

## Geschichte

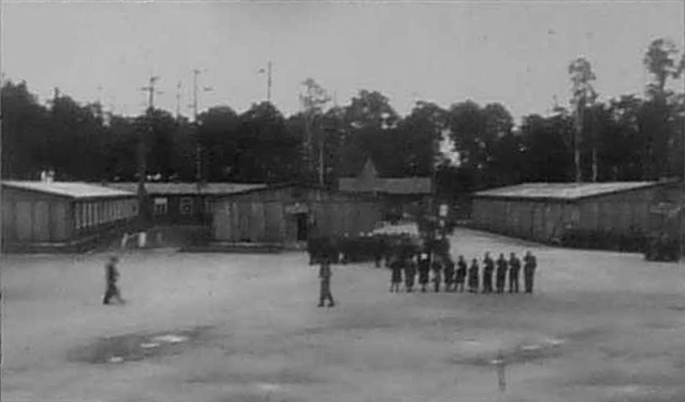
Hof des Lagers, Baracken

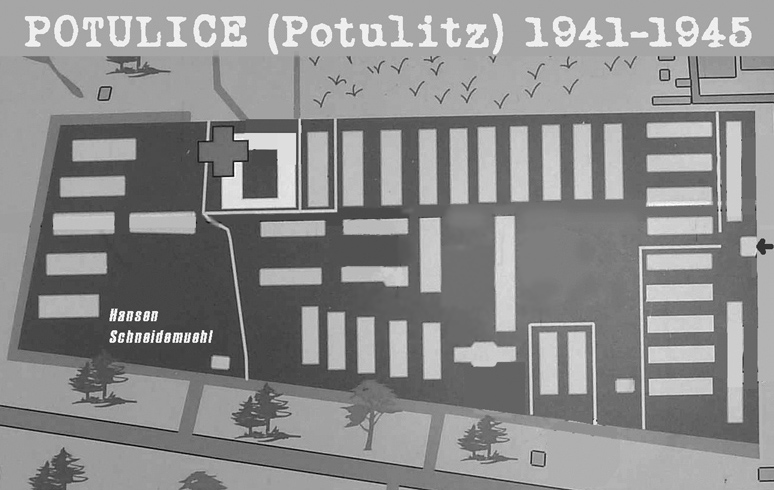
Übersichtsplan

Nach der Annektierung Polens und somit auch des damals grenznahen Ortes Potulice 1939 wurde dessen polnischer Name zu Potulitz eingedeutscht, und 1942 in Lebrechtsdorf umbenannt. Am 1. Februar 1941 wurde im Ort ein Lager für im Rahmen von Umsiedlungsmaßnahmen von den Deutschen vertriebene Polen errichtet. Zunächst wurden die Kellerräume und Nebengebäude des Palastes Potulice (Villa Potulice) als Lager genutzt. Im Herbst 1942 wurden 30 Baracken errichtet.
Das Lager war organisatorisch Teil der Umwandererzentralstelle in Danzig-Gotenhafen und dem Sicherheitsdienst des Reichsführers SS unterstellt. Auch die SS war mit Personal vor Ort. Ab 1942 unterstand das Lager dem Lagerkommandenten des KZ Stutthof, Max Pauly und es war ihm das Außenarbeitslager Bromberg-Brahnau des KZ Stutthof im heutigen Stadtteil Łęgnowo angegliedert. Es wurde zum Zwangsarbeitslager (auch SS-Arbeitslager Lebrechtsdorf).
Im März 1942 waren etwa 1.050 Menschen im Lager interniert. Ende 1943 waren es 6.878. Die schlechten Lebensbedingungen im Lager waren mit denen eines Konzentrationslagers vergleichbar. Ab 1943 war das Lager auch Ostjugendverwahrlager für Kinder aus den eroberten sowjetischen Gebieten (UWZ-Lager Lebrechtsdorf). Im Lager waren Kinder von sowjetischen und polnischen Partisanen interniert, die dort Zwangsarbeit leisten mussten. Des Weiteren sind Transporte aus dem KZ Auschwitz (1943), aus dem Jugendverwahrlager Litzmannstadt, dem Lager Kattowitz, Lager Sorau/Rybnik und von der Gestapo Außenstelle Lüneburg (1944) in das Lager belegt.
Das Lager in Lebrechtsdorf/Potulice wurde am 21. Januar 1945 durch die Rote Armee befreit. In der Zeit der NS-Herrschaft waren insgesamt etwa 25.000 Menschen in Lebrechtsdorf interniert. Es starben nachweislich 1.291 Menschen im Lager, darunter 581 Kinder unter fünf Jahren.

## Spätere Geschichte
Ab 1945 wurde die bestehende Infrastruktur für die Errichtung des Zentralen Arbeitslagers Potulice genutzt, in dem etwa 36.000 Deutsche, aber auch antikommunistisch eingestellte polnische Zivilisten und einige Kriegsgefangene untergebracht waren. Die Internierung erfolgte im Kontext der Vertreibung Deutscher aus Mittel- und Osteuropa nach Kriegsende.
Um 1950/1951 wurde das Arbeitslager zunächst in ein Gefängnis für politische Gefangene umgewandelt. Ab 1961 wurde es in ein reguläres Gefängnis für Straftäter um- und neugebaut. 1974 wurde eine Mauer um das Areal errichtet. Heute hat das Staatsgefängnis Platz für 1.446 Strafgefangene.

## Gedenkstätte

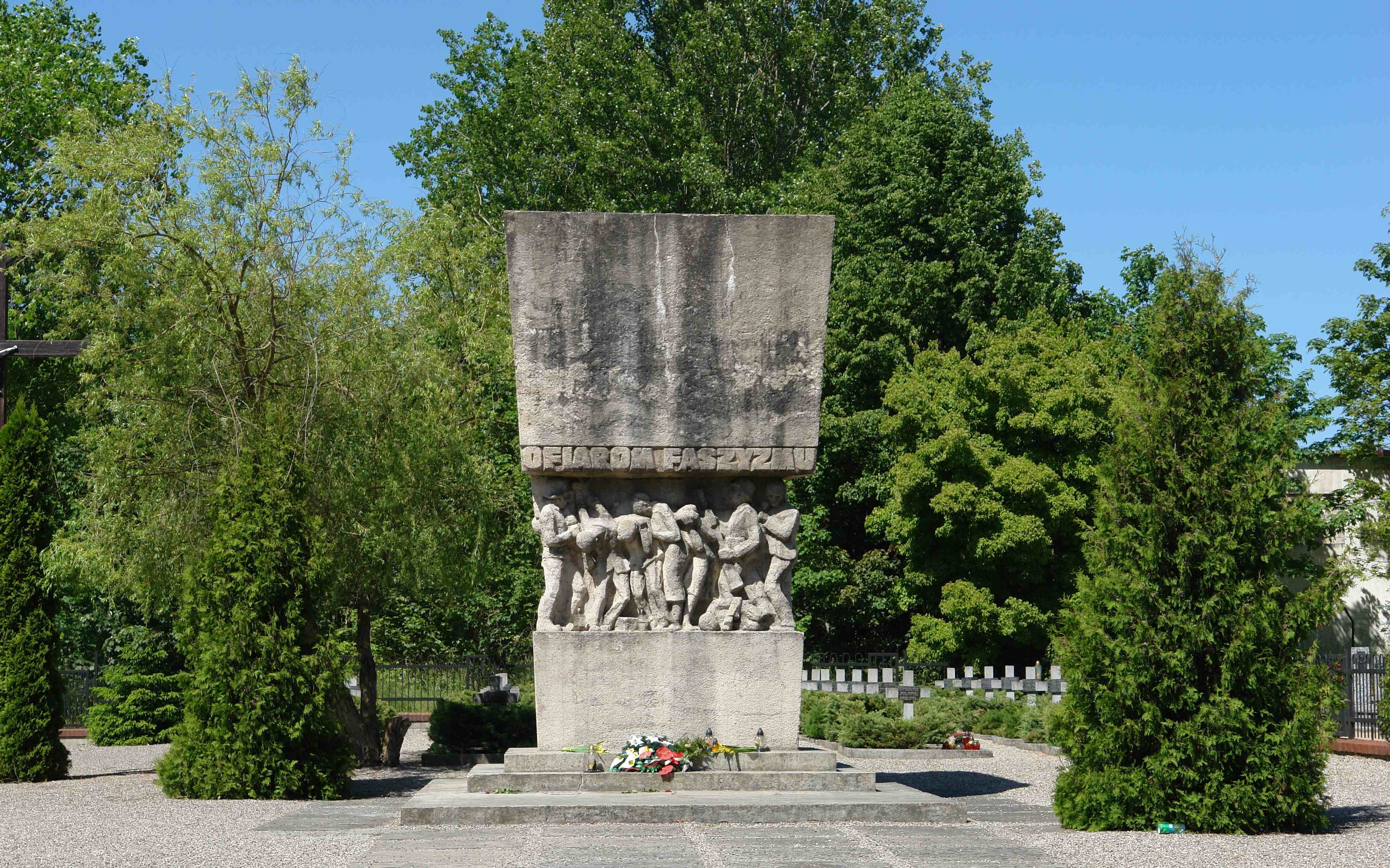
Denkmal für die Opfer des Lagers

1958/1959 wurde am Rande von Potulice ein Ehrenfriedhof für die Opfer des Lagers von 1941 bis 1945 eingeweiht und Grabkreuze aufgestellt. 1969 wurde ein Denkmal für die Opfer der Zeit der NS-Herrschaft errichtet, das von George Buczkowski geschaffen wurde.
Die Gedenkstätte erinnert heute an beide Lager.